# InstallShield
InstallShield es una herramienta de software para crear instaladores o paquetes de software. InstallShield fue desarrollado inicialmente por Stirling Technologies. Esta compañía se cambió el nombre después a InstallShield Corporation y continuó usando este nombre hasta que Macrovision adquirió la empresa en 2004.
InstallShield fue fundada por Viresh Bhatia y Rick Harold. El 1 de abril de 2008 la Unidad Empresarial de Software de Macrovision (junto con la marca InstallShield) fue vendida a la firma privada Thoma Cressey Bravo, fundándose una nueva compañía: Acresso Software Corporation. Además, en octubre de 2009 Acresso Software anunció que su nuevo nombre sería Flexera Software.
InstallShield se utiliza sobre todo para instalar software del escritorio y las plataformas de servidor de Microsoft Windows, pero también se puede usar para administrar aplicaciones y paquetes de software en una amplia gama de dispositivos móviles y portátiles. La versión InstallShield 2010 se puso a la venta el 18 de junio de 2009. InstallShield 2010 soporta Windows 7, Windows Server 2008 R2, MSI 5 y es el único instalador que soporta Microsoft App-V, que es el formato de virtualización de aplicaciones más extendido. Hay unos 71.000 vendedores independientes y clientes empresariales que utilizan InstallShield para realizar instalaciones en las plataformas Windows.
Además, existe una versión multiplataforma. Sun Microsystems lo utiliza para sus instalaciones de aplicaciones en Linux, como por ejemplo Java y NetBeans.
Se usó más en programas antiguos desde el Windows 3.1 hasta el Windows 98 antes de ser reemplazado por el Windows Installer.[cita requerida] Versiones posteriores del InstallShield pueden crear instaladores que se basan en la funcionalidad del Windows Installer y lo extienden de distintas formas